# At Last...The Duets Album
At Last...The Duets Album è un album discografico (il secondo di cover) del sassofonista statunitense Kenny G, pubblicato nel 2004. Il disco è costituito inoltre da una serie di duetti.

## Tracce
1. (Everything I Do) I Do It for You (feat. LeAnn Rimes) - 5:04
2. At Last (feat. Arturo Sandoval) - 4:06
3. I Believe I Can Fly (feat. Yolanda Adams) - 5:19
4. Careless Whisper (feat. Brian McKnight & Earl Klugh) - 4:17
5. Beautiful (feat. Chaka Khan) - 5:32
6. Pick Up the Pieces (feat. David Sanborn) - 4:13
7. Baby Come to Me (feat. Daryl Hall) - 3:56
8. Misty (feat. Gladys Knight) - 4:31
9. Don't Know Why (feat. David Benoit) - 5:08
10. The Way You Move (feat. Earth, Wind & Fire) - 4:41
11. Sorry Seems to Be the Hardest Word (feat. Richard Marx) - 3:54
12. Alfie (feat. Burt Bacharach) - 4:10
13. The Music That Makes Me Dance (feat. Barbra Streisand) - 4:30